# U-848
U-848 (нім. U 848 (Kriegsmarine) — німецький великий океанський підводний човен класу підводних човнів типу IX військово-морських сил Третього Рейху.

## Історія служби
Підводний човен U-848 був закладений 6 січня 1942 на верфі АГ «Везер» в Бремені під будівельним номером 1054, спущений на воду 6 жовтня 1942 року. Човен увійшов до складу Крігсмаріне 20 лютого 1943 року. Єдиним командиром човна був фрегаттен-капітан Вільгельм Ролльманн.

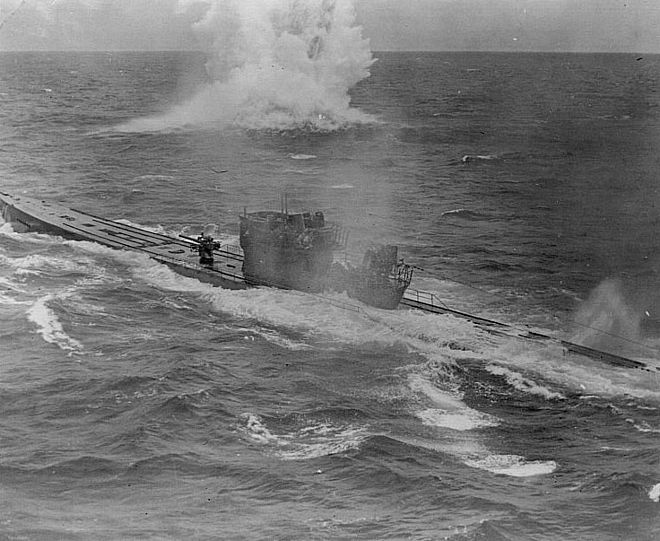
Підводний човен U-848 атакований протичовновими літаками союзників B-25 «Мітчелл» та B-24 «Ліберейтор». 5 листопада 1943

## Потоплені судна
| Назва        | Тип            | Належність      | Дата             | Тоннаж (БРТ) | Вантаж | Наслідок   | Координати         |
| Baron Semple | вантажне судно | Велика Британія | 2 листопада 1943 | 4 573        | бензин | потоплений | Південна Атлантика |